# Diocèse de Puno
Le diocèse de Puno (en latin : Dioecesis Puniensis ; en espagnol : Diócesis de Puno) est un diocèse de l'Église catholique du Pérou suffragant de l'archidiocèse d'Arequipa.

## Territoire

Il comprend les provinces d'Azángaro, Lampa, San Román et Puno (sauf les districts d'Acora, Chucuito, Platería et Pichacani qui appartiennent à la prélature territoriale de Juli) dans le département de Puno. Les autres provinces de ce département sont gérées par les prélatures territoriales d'Ayaviri, Huancané et Juli.
Il possède un territoire d'une superficie de 18 310 km2 divisé en 43 paroisses. L'évêché est dans la ville de Puno où se trouve la cathédrale de l'Immaculée Conception.

## Histoire
Le diocèse est érigé le 7 octobre 1861 par la bulle In procuranda universalis Ecclesiae du pape Pie IX en prenant une partie du territoire du diocèse de Cuzco (aujourd'hui archidiocèse de Cuzco) et de l'archidiocèse de La Paz,.
Le 3 août 1957, il cède une portion de son territoire pour l'érection de la prélature territoriale de Juli. Il cède une autre partie de son territoire le 30 juillet 1958 pour l'établissement de la prélature territoriale d'Ayaviri.

## Évêques
- Mariano Chacón y Becerra (17 juin 1861 - 13 avril 1863)
- Juan María Ambrosio Huerta Galván (2 novembre 1864 - 23 juin 1875)
- Pedro José Chávez Ponce (25 juillet 1875 - 11 mars 1879)
- Juan Capistrano Estévanes y Seminario, O.F.M (23 mars 1880 - 1er octobre 1880) 
  - Sede vacante (1880-1889)
- Ismael Puyrredón (14 février 1889 - 28 août 1908)
- Valentín Ampuero, C.M (16 mars 1909 - 2 décembre 1914) 
  - Sede vacante (1914-1923)
- Fidel María Cosió y Medina (7 janvier 1923 - 14 mai 1933)
- Salvador Herrera y Pinto, O.F.M (21 décembre 1933 - 5 avril 1948)
- Alberto María Dettmann y Aragón, O.P (28 juin 1948 - 6 février 1959) nommé évêque d'Ica
- Julio González Ruiz, S.D.B (2 mars 1959 - 1er juillet 1972)
- Jesús Mateo Calderón Barrueto, O.P (3 novembre 1972 - 14 février 1998) 
  - Sede vacante (1998-2000)
- Jorge Pedro Carrión Pavlich (25 mars 2000 - )